# 핼리 토드
핼리 토드(Hallie Todd, 1962년 1월 7일 ~ )는 미국의 배우이다.

## 출연 작품

### 드라마
- 리지는 사춘기